# Левондовка
Левондовка (укр. Левондівка) — село,
Перекрестовский сельский совет,
Роменский район,
Сумская область,
Украина.
Код КОАТУУ — 5924187106. Население по переписи 2001 года составляло 228 человек .

## Географическое положение
Село Левондовка находится на расстоянии до 1,5 км от сёл Алексеевка, Савойское, Новокалиновка и Световщина.
По селу протекает пересыхающий ручей с запрудой.